# Ornel
Ornel est une ancienne commune française du département de la Meuse en région Grand Est. Elle est associée à la commune de Foameix depuis 1973.

## Géographie
La localité d'Ornel est située sur la rive droite de l'Orne, au nord-ouest d'Étain ; elle est traversée par la route D197.

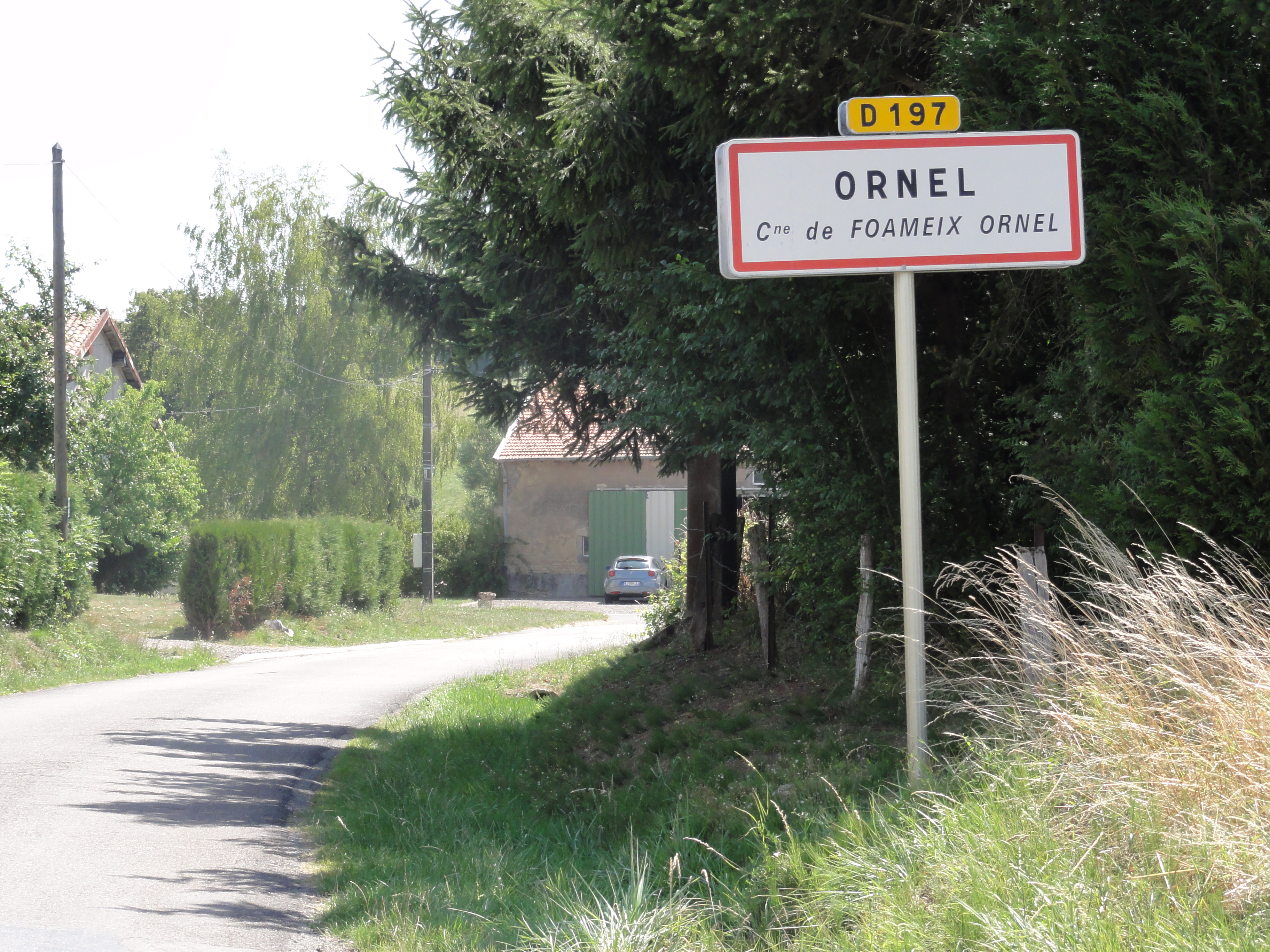
Entrée d'Ornel.

## Toponymie
Ornel est attesté sous les formes Ornella (1152) ; Ornaille, Ornellis-villa, Orni, Ornei-villa (1152) ; Villa quæ Ornella nominant (1156) ; Ornelle (1296) ; Orneil (1656) ; Ornil (1756).

Ornel est le diminutif du nom de la rivière l'Orne, servant à nommer le village. Ernest Nègre nous donne pour la rivière Ornel une attestation de 865 : Olomnam qui pourrait confirmer la base *ol « eau ».

## Histoire
Au XVIIIe siècle, Ornel dépend de la terre de Gorze, du parlement de Metz, et du diocèse de Verdun dans l'archidiaconé de la Woëvre.
Détaché d'Amel-sur-l'Étang pendant la Révolution, ce hameau est alors érigé en commune. Le 1er janvier 1973, la commune d'Ornel est rattachée, sous le régime de la fusion-association, à celle de Foameix qui est renommée Foameix-Ornel.

## Politique et administration

### Maires (1792-1972)
| Période | Période | Identité                  | Étiquette | Qualité    |
| ------- | ------- | ------------------------- | --------- | ---------- |
| 1792    | 1793    | Jean Trompette            |           |            |
| 1793    | 1796    | Philippe Bottin           |           |            |
| 1796    | 1800    | Jean Nicolas Gambette     |           |            |
| 1800    | 1807    | Nicolas Trompette         |           |            |
| 1807    | 1808    | Jean Nicolas Gambette     |           | 2e période |
| 1808    | 1809    | Nicolas Trompette         |           | 2e période |
| 1809    | 1819    | Jean Nicolas Gambette     |           | 3e période |
| 1819    | 1848    | Charles François Gambette |           |            |
| 1848    | 1859    | Christophe Guillaume      |           |            |
| 1859    | 1886    | Pierre Victor Gambette    |           |            |
| 1886    | 1888    | Nicolas Edouard Gambette  |           |            |
| 1888    | 1902    | Jules Ernest Guillaume    |           |            |
| 1920    | 1924    | Georges Fenot             |           |            |
| 1924    | 1925    | Jules Ernest Guillaume    |           | 2e période |
| 1925    | 1929    | Louis Jean Bernard        |           |            |
| 1948    | 1965    | Charles Nicolas           |           |            |
| 1965    | 1972    | Charles Bauchot           |           |            |

Remarque : pendant la période des Cent-Jours, en 1815, une municipalité favorable à l'Empereur se mettra en place de façon éphémère, sous l'autorité de Philippe Bottin (1748-1823), maire (précédemment maire de 1793 à 1796), assisté de Charles Gambette (1787-1859), maire-adjoint, vétéran des guerres napoléoniennes, et plus tard maire de la commune.

### Maires délégués (depuis 1973)
| Période | Période  | Identité          | Étiquette | Qualité |
| ------- | -------- | ----------------- | --------- | ------- |
| 1973    | 1995     | Charles Bauchot   |           |         |
| 1995    | 2008     | Madeleine Bauchot |           |         |
| 2008    | En cours | Fabienne Baudlet  |           |         |

## Démographie
| 1793 | 1800 | 1806 | 1821 | 1831 | 1836 | 1841 | 1846 | 1851 |
| ---- | ---- | ---- | ---- | ---- | ---- | ---- | ---- | ---- |
| 50   | 43   | 32   | 48   | 50   | 54   | 48   | 48   | 53   |

| 1856 | 1861 | 1866 | 1872 | 1876 | 1881 | 1886 | 1891 | 1896 |
| ---- | ---- | ---- | ---- | ---- | ---- | ---- | ---- | ---- |
| 52   | 55   | 49   | 53   | 51   | 42   | 43   | 46   | 52   |

| 1901 | 1906 | 1911 | 1921 | 1926 | 1931 | 1936 | 1946 | 1954 |
| ---- | ---- | ---- | ---- | ---- | ---- | ---- | ---- | ---- |
| 47   | 43   | 37   | 41   | 35   | 33   | 28   | 32   | 29   |

| 1962 | 1968 | - | - | - | - | - | - | - |
| ---- | ---- | - | - | - | - | - | - | - |
| 28   | 30   | - | - | - | - | - | - | - |

## Lieux et monuments
- Croix de chemin de 1913